# Arthur Nash
Arthur Nash (né le 5 septembre 1914 à Thunder Bay (Ontario) et mort le 18 janvier 2000 dans la même ville) est un joueur canadien de hockey sur glace. Lors des Jeux olympiques d'hiver de 1936, il remporte la médaille d'argent.

## Palmarès
- Médaille d'argent aux Jeux olympiques de Garmisch-Partenkirchen en 1936